# Valentin Lacambre
Pour les articles homonymes, voir Lacambre.
 (juin 2025).
Valentin Lacambre, né le 6 septembre 1966, est un entrepreneur français. Il a notamment cofondé :
- Gandi (acronyme de « gestion et attribution des noms de domaine sur Internet »), principal registrar français, avec Laurent Chemla ;
- la Fédération Internet et libertés (FIL) ;
- la Coordination permanente des médias libres (CPML).

## Éléments biographiques

### 3615 INTERNET et création d'Altern.org
Il est à l’origine de la création du service minitel « 3615 INTERNET » permettant de se connecter à Internet via un minitel, en 1991. Cela lui rapporte suffisamment de revenus pour lui permettre de lancer en 1992 le service d’hébergement de sites web Altern.org,,.

### Affaire Estelle Hallyday
En 1998, Valentin Lacambre est poursuivi en justice par Estelle Lefébure, à la suite de la publication par un utilisateur d'Altern.org sur son site de photos d'elle nue. Presque dix ans auparavant, en 1989, Lefébure alors mannequin professionnel avait été prise en photo en privé par son petit ami. Par la suite, elle quitte ce compagnon et se marie avec David Hallyday. L'ancien petit ami fournit au magazine Voici les photos, sans l’autorisation d’Estelle Hallyday. Début 1998, ces photos sont diffusées par un inconnu qui les numérise à partir d’un numéro de Voici et les met en ligne sur son site personnel  hébergé par le site d’hébergement anonyme et gratuit altern.org, géré par Valentin Lacambre. Estelle Hallyday poursuit en justice l'hébergeur pour le préjudice subi du fait de la diffusion massive de ces photos sur Internet. La cour d’appel déclare l’hébergeur  responsable. Statuant en référé, elle le condamne à payer 300 000 francs de provisions sur dommages et intérêts et 30 000 francs de frais d’avocat à Estelle Hallyday. Un accord financier est conclu le 17 avril 1999 entre les avocats de Valentin Lacambre et ceux d’Estelle Hallyday, réduisant partiellement la somme. Quelques mois plus tard, en 2000, Valentin Lacambre décide de fermer Altern.org. En juillet 2000, une loi est votée, incluant un article  établissant la responsabilité des hébergeurs dans ce genre d’affaire. Cet article est annulé ensuite par le Conseil constitutionnel. En 2000 puis en 2002, l’Union européenne émet des directives limitant la responsabilité des prestataires techniques, qui sont transposées dans le droit français en 2004 dans la Loi pour la confiance dans l'économie numérique. 

### Fermeture d'Altern.org et création de Gandi
De cette fermeture, et à la suite de la mobilisation des hébergés ainsi orphelins, sont nés trois projets d’hébergement indépendants : Lautre Net, l’APINC, et Ouvaton. Le logiciel utilisé par Altern.org comme panneau de contrôle d’hébergement est repris en main par les administrateurs de Lautre Net pour devenir un logiciel libre indépendant, AlternC, nommé en mémoire d'AlternB, la société de Valentin Lacambre. Valentin Lacambre se lance ensuite, avec quatre partenaires, dans la création de Gandi, premier  bureau français indépendant d’enregistrement de noms de domaine (en « .org », « .net » et « .com »). Valentin Lacambre et les trois autres cofondateurs de la société Gandi revendent leurs parts en septembre 2005 pour 13,35 millions d’euros.